# Смирення

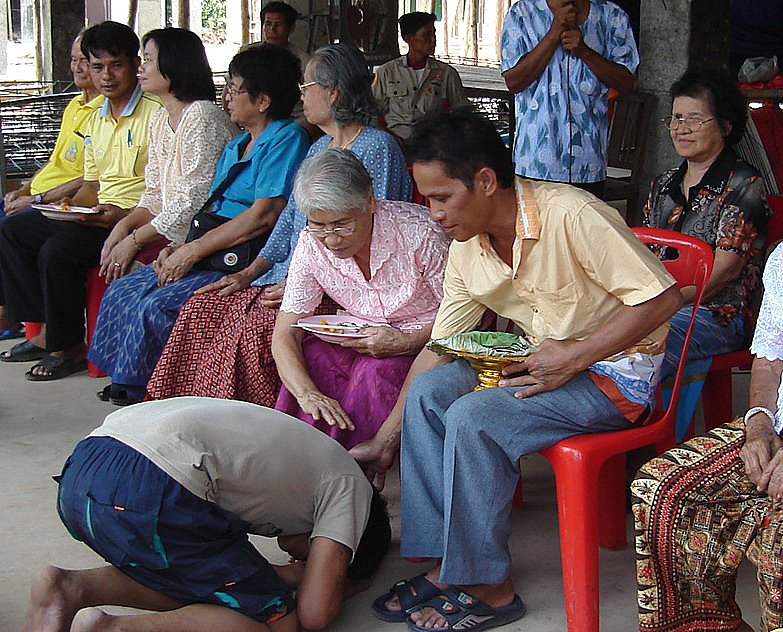
Кандидат в буддистські священики зобов'язаний смирятися. Таїланд. Уттарадіт. 2007 р.

Смирення (смиренність, смиренство, сумирність) — моральна якість та чеснота. «Чесність, скромність (смиренність)» є шостою позитивною рисою в HEXACO, яка найбільше живить усі позитивні риси особистості, найбільше — доброзичливість, а її недостатність живить негативні, «темні» риси та є їх постійним предиктором. В християнській парадигмі цінностей, смирення — це морально-етичний концепт/аксіологема.
Смиренність — властивість особиста чи спільна, етнічна чи національна. Тлумачення смирення як ознаки слабкості, не гідної справжньої людини — помилкове.
Смиренність — протилежна гордині і марнославству.

## Смиренність— християнська чеснота
Смиренність у християнстві — фундаментальна християнська чеснота, визнання себе не досконалим і грішним. Визначення смиренності як слабкістю людини є помилковим, оскільки слабкість має на увазі неспроможність людини до дій, тоді як смирення приводить людину до справ любові, добровільного служіння Богу і ближньому, що вимагає від людини вольових зусиль. Про необхідність смирення у Євангеліє повідомляє перша заповідь Блаженств. 

## Біблія про смиренність

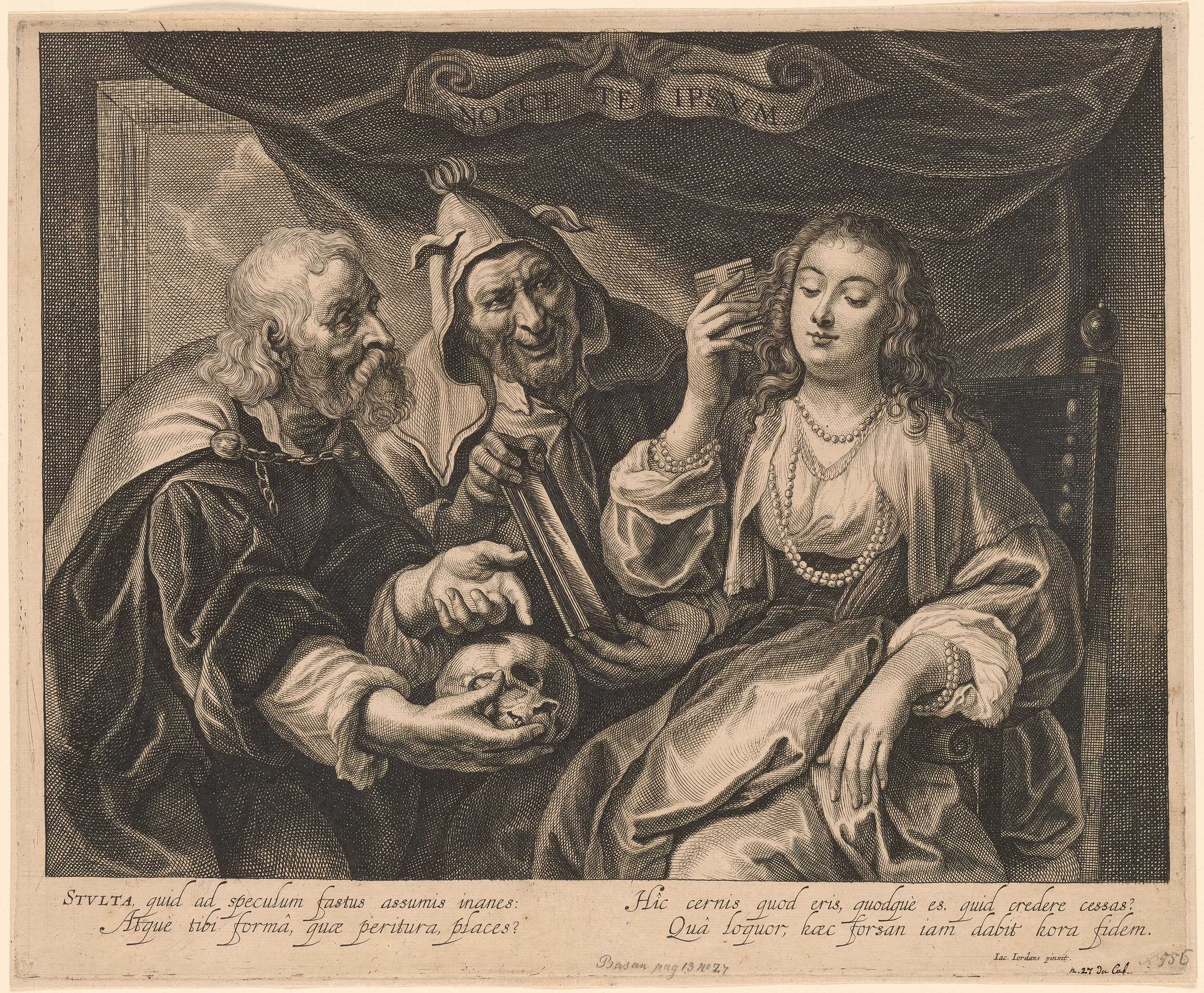
Nosce Te Ipsum - "Алегорія марнославства" (1650), наслідування сюжета Якова Йорданса

З біблійної точки зору смирення є скромністю яка протилежна марнославству.
«Не робіть нічого через заздрість або нікчемну пиху. Краще, в покірливості своїй, вважайте іншого кращим за себе.» Фил 2:3
Бог спогляне на смиренного: «Таж усе це створила рука Моя, і так все це сталось, говорить Господь! І при тому дивлюсь Я на вбогого та на розбитого духом, і на тремтячого над Моїм словом.» Іс 66:2
Згідно з Біблією, бути смиренним це бути як дитина: «У той час учні підійшли до Ісуса, питаючи: «Хто більший у Царстві Небеснім?» Ісус покликав дитину, поставив її посеред них і сказав: «Істинно кажу вам: якщо не навернетесь і не станете, як діти, не увійдете в Царство Небесне. Отже, хто умалиться, як ця дитина, той і більший у Царстві Небеснім. І хто прийме одне таке дитя в ім'я Моє, той Мене приймає.» Мт 18:1–5
Ісус Христос розповів у притчі про митаря і фарисея: «А митар, стоячи віддалік, не смів навіть очей звести на небо; але, б’ючи себе в груди, говорив: Боже, будь милостивий до мене, грішного! Кажу вам, що цей пішов до дому свого виправданий більше, ніж той: бо всякий, хто підноситься, принижений буде, а хто принижує себе, піднесеться.» Лк 18:13–14
Також смирення це покірність Богу: «За те, що зм'якло твоє серце, і ти впокорився перед лицем Бога свого, коли ти почув слова Його на це місце та на мешканців його, і ти впокорився перед лицем Моїм, і роздер свої шати та плакав перед Моїм лицем, то Я також почув, говорить Господь.» 2 Хр 34:27
Смиритись, означає шукати лице Бога: «... і впокоряться люди Мої, що над ними кличеться Ім'я Моє, і помоляться, і будуть шукати Ім'я Мого, і повернуть зо злих своїх доріг, то Я вислухаю з небес, і прощу їхній гріх, та й вилікую їхній Край!» 2 Хр 7:14

### Смиренність— божественна властивість
Смиренність — воістину божественна властивість, сама суть і сяйво тієї Слави, що нею, як співається у Божественній літургії, сповнені небо і земля. Бог смиренний тому, що Він досконалий; Його покора і є Його славою і джерелом усього достеменно прекрасного, високого, джерелом добра і досконалості, і кожен, хто наближується до Бога і впізнає Його, відразу прилучається до божественної покори і її краси.

### Смиренність Діви Марії
Саме через свою покору Діва Марія, Мати Ісуса Христа, стала радістю цілого світу, найвищим об'явленням краси тіла та духу на землі; те ж можна сказати і про всіх святих і про кожну людину в рідкісні хвилини її спіткання з Богом.

### Засоби отримання для християнина
Згідно з християнським вченням щоб бути смиренним потрібно: споглядати Христа, Втілену Божественну Смиренність, Того, що в Ньому Бог явив раз і назавжди всю славу Свою у покорі і всю покору Свою у славі. Христос сказав у ніч Своєї найвищої покори: «Тепер ось прославився Син Людський, і в Ньому прославився Бог» (Ів. 13:31).

### Смиренність— початок правдивого покаяння
Смиренність — це початок правдивого покаяння. Смиренність — насамперед і найбільше є відновленням, поверненням до істинного стану речей, до вірних понять. Покаяння отримує поживу від покори, і покора, висока божественна смиренність — це його плід і вершина.

## Цитати про смиренність
- «Навчіться від мене, бо Я тихий і серцем покірливий» (Мт. 11:29). — Христос

- «Тікаймо від фарисейської зарозумілості (пишномовного багатослів'я) — цього дня, — і навчімося митаревої величі слів смиренних…». — говориться в кондаку

- В євангельській притчі (Лк. 18:10-14) показано людину, цілком задоволену собою, яка гадає, що вона виконує «весь закон», всі вимоги релігії. Цей чоловік самовпевнений і пишається собою. Хоча насправді він викривлює і не розуміє сенсу вимог релігії. Він дозирає в них лише виконання зовнішніх обрядів і оцінює своє благочестя залежно від суми грошей, які він жертвує на храм. Митар, навпаки, принижує себе, і його смиренність виправдовує його перед Богом.

- «Шлях смирення низький, але до високої батьківщини — Неба веде. Якщо хочеш досягти цієї батьківщини, цим шляхом іди.»

- «Правдиво смиренний засмутитися і гніватися від докору не може, тому що вважає себе гідним всякого приниження.» Тихон Задонський

- «Смиренність і скромність стають видимі через скромність одягу й смиренність поводження. Про тишу душевну свідчать тиха розмова, стримана жестикуляція і міміка, чемність і делікатність у спілкуванні.» — Пам'ятка про церковне благочестя та монастирський етикет

- «Були люди, які одним смиренням без подвигів спасалися; а без смирення ніхто не спасався і не спасеться.» Феофан Затворник

- «Люди шанують багатство, а у Бога гідна честі душа смиренна.» Ісаак Сирин

- «Як гордість і піднесення розуму скинули диявола з висоти небесної в безодню, так смиренність і кротість підносять людину від землі на небо.» Антоній Великий

- «Смиренний ніколи не падає, та й куди йому падати, коли він нижчий за всіх?» Макарій Великий